# Fluclotizolam
Il fluclotizolam è uno psicofarmaco derivato delle tienotriazolodiazepine che è stato sintetizzato per la prima volta nel 1979, ma non è mai stato commercializzato. Successivamente è stato venduto come designer drug, identificato per la prima volta in modo definitivo nel 2017.